# Liste des champions du monde poids super-mouches de boxe anglaise
Liste des champions du monde de boxe poids super-mouches reconnus par les organisations suivantes :
- La WBA[2] (World Boxing Association), fondée en 1921 et succédant à la NBA (National Boxing Association) en 1962,
- La WBC[3] (World Boxing Council), fondée en 1963,
- L'IBF[4] (International Boxing Federation), fondée en 1983,
- La WBO[5] (World Boxing Organization), fondée en 1988.

Avant 1921, les champions du monde étaient reconnus en tant que tel par le public sans qu’il n’y ait d’organisme particulier pour gérer l’attribution de ce titre.
Mise à jour : 7 août 2025
| Gain du titre | Perte du titre    | Champion                | Champion               | Reconnaissance | Défenses |
| --- | ----------------- | ----------------------- | ---------------------- | -------------- | -------- |
| 2 février 1980 | 24 janvier 1981   | Rafael Orono            | Venezuela              | WBC            | 3        |
| 24 janvier 1981 | 28 novembre 1982  | Kim Chul-ho             | Corée du Sud           | WBC            | 5        |
| 12 septembre 1981 | 5 décembre 1981   | Gustavo Ballas          | Argentine              | WBA            | 0        |
| 5 décembre 1981 | 8 avril 1982      | Rafael Pedroza          | Panama                 | WBA            | 0        |
| 8 avril 1982 | 5 juillet 1984    | Jiro Watanabe           | Japon                  | WBA            | 6        |
| Watanabe affronte et bat le champion WBC Payao Poontarat le 5 juillet 1984 mais la WBA qui n’avait pas donné son accord pour ce combat de réunification décide de destituer le japonais.                                                                |                   |                         |                        |                |          |
| 28 novembre 1982 | 27 novembre 1983  | Rafael Orono            | Venezuela              | WBC            | 3        |
| 27 novembre 1983 | 5 juillet 1984    | Payao Poontarat         | Thaïlande              | WBC            | 1        |
| 10 décembre 1983 | 3 mai 1985        | Chun Ju-do              | Corée du Sud           | IBF            | 5        |
| 5 juillet 1984 | 30 mars 1986      | Jiro Watanabe           | Japon                  | WBC            | 4        |
| 21 novembre 1984 | 21 décembre 1991  | Khaosai Galaxy          | Thaïlande              | WBA            | 19       |
| Khaosai Galaxy laisse son titre WBA vacant et met un terme à sa carrière après une 19e défense victorieuse le 21 décembre 1991 face à Armando Castro.                                                                                                   |                   |                         |                        |                |          |
| 3 mai 1985 | 15 février 1986   | Ellyas Pical            | Indonésie              | IBF            | 1        |
| 15 février 1986 | 5 juillet 1986    | Cesar Polanco           | République dominicaine | IBF            | 0        |
| 30 mars 1986 | 16 mai 1987       | Gilberto Roman          | Mexique                | WBC            | 6        |
| 5 juillet 1986 | 28 février 1987   | Ellyas Pical            | Indonésie              | IBF            | 1        |
| Bien que son titre n’était pas en jeu, Pical est destitué par l’IBF après sa défaite concédée le 28 février 1987 face à Khaosai Galaxy pour le gain de la ceinture WBA.                                                                                 |                   |                         |                        |                |          |
| 16 mai 1987 | 8 août 1987       | Santos Laciar           | Argentine              | WBC            | 0        |
| 17 mai 1987 | 17 octobre 1987   | Chang Tae-Il            | Corée du Sud           | IBF            | 0        |
| 8 août 1987 | 8 avril 1988      | Sugar Baby Rojas        | Colombie               | WBC            | 1        |
| 17 octobre 1987 | 14 octobre 1989   | Ellyas Pical            | Indonésie              | IBF            | 3        |
| 8 avril 1988 | 7 novembre 1989   | Gilberto Roman          | Mexique                | WBC            | 5        |
| 29 avril 1989 | 22 février 1992   | José Ruiz               | Porto Rico             | WBO            | 4        |
| 14 octobre 1989 | 21 avril 1990     | Juan Polo Perez         | Colombie               | IBF            | 0        |
| 7 novembre 1989 | 20 janvier 1990   | Nana Konadu             | Ghana                  | WBC            | 0        |
| 20 janvier 1990 | 13 novembre 1993  | Moon Sung-kil           | Corée du Sud           | WBC            | 9        |
| 21 avril 1990 | 16 janvier 1993   | Robert Quiroga          | États-Unis             | IBF            | 5        |
| 22 février 1992 | 4 septembre 1992  | Jose Quirino            | Mexique                | WBO            | 0        |
| 10 avril 1992 | 18 septembre 1994 | Katsuya Onizuka         | Japon                  | WBA            | 5        |
| 4 septembre 1992 | 25 mars 1994      | Johnny Bredahl          | Danemark               | WBO            | 3        |
| Bredahl laisse sa ceinture WBO vacante pour combattre en poids coqs. Il sera battu par Wayne McCullough le 2 décembre 1995 par arrêt de l’arbitre à la 8e reprise lors d’un championnat du monde WBC.                                                   |                   |                         |                        |                |          |
| 16 janvier 1993 | 29 août 1994      | Julio Cesar Borboa      | Mexique                | IBF            | 5        |
| 13 novembre 1993 | 4 mai 1994        | Jose Luis Bueno         | Mexique                | WBC            | 0        |
| 4 mai 1994 | 20 février 1997   | Hiroshi Kawashima       | Japon                  | WBC            | 6        |
| 29 août 1994 | 7 octobre 1995    | Harold Grey             | Colombie               | IBF            | 3        |
| 18 septembre 1994 | 22 juillet 1995   | Lee Hyung-chul          | Corée du Sud           | WBA            | 1        |
| 12 octobre 1994 | 18 juillet 1997   | Johnny Tapia            | États-Unis             | WBO            | 11       |
| 22 juillet 1995 | 24 août 1996      | Alimi Goitia            | Venezuela              | WBA            | 3        |
| 7 octobre 1995 | 27 avril 1996     | Carlos Gabriel Salazar  | Argentine              | IBF            | 1        |
| 27 avril 1996 | 24 août 1996      | Harold Grey             | Colombie               | IBF            | 0        |
| 24 août 1996 | 18 juillet 1997   | Danny Romero            | États-Unis             | IBF            | 2        |
| 24 août 1996 | 23 décembre 1997  | Yokthai Sithoar         | Thaïlande              | WBA            | 4        |
| 20 février 1997 | 29 août 1998      | Gerry Peñalosa          | Philippines            | WBC            | 3        |
| 18 juillet 1997 | 13 février 1998   | Johnny Tapia            | États-Unis             | IBF & WBO      | 2        |
| Tapia laisse ses ceintures IBF & WBO vacantes pour combattre en poids coqs. Il remportera le titre WBA de cette catégorie le 5 décembre 1998 en battant aux points le boxeur ghanéen Nana Konadu.                                                       |                   |                         |                        |                |          |
| 23 décembre 1997 | 23 décembre 1998  | Satoshi Iida            | Japon                  | WBA            | 2        |
| 29 août 1998 | 27 août 2000      | Cho In-joo              | Corée du Sud           | WBC            | 5        |
| 7 novembre 1998 | 7 juin 1999       | Victor Godoi            | Argentine              | WBO            | 0        |
| 23 décembre 1998 | 31 juillet 1999   | Jesús Rojas             | Venezuela              | WBA            | 1        |
| 7 juin 1999 | 20 novembre 1999  | Diego Morales           | Mexique                | WBO            | 1        |
| 24 avril 1999 | 19 novembre 1999  | Mark Johnson            | États-Unis             | IBF            | 2        |
| Le titre IBF sera déclaré vacant à l’issue du combat opposant le 19 novembre 1999 Mark Johnson à Raul Juarez. Stoppé prématurément à la 4e reprise en raison de coups bas répétés des deux boxeurs, ce combat sera sanctionné par un « sans décision ». |                   |                         |                        |                |          |
| 31 juillet 1999 | 9 octobre 2000    | Hideki Todaka           | Japon                  | WBA            | 2        |
| 20 novembre 1999 | 16 juin 2001      | Adonis Rivas            | Nicaragua              | WBO            | 2        |
| 22 juillet 2000 | 4 janvier 2003    | Felix Machado           | Venezuela              | IBF            | 3        |
| 27 août 2000 | 28 juin 2004      | Masamori Tokuyama       | Corée du Nord          | WBC            | 8        |
| 9 octobre 2000 | 11 mars 2001      | Leo Gamez               | Venezuela              | WBA            | 0        |
| 11 mars 2001 | 9 mars 2002       | Celes Kobayashi         | Japon                  | WBA            | 1        |
| 16 juin 2001 | 22 juin 2002      | Pedro Alcázar           | Panama                 | WBO            | 1        |
| 9 mars 2002 | 3 décembre 2004   | Alexander Muñoz         | Venezuela              | WBA            | 3        |
| 22 juin 2002 | 16 août 2003      | Fernando Montiel        | Mexique                | WBO            | 1        |
| 4 janvier 2003 | 2006              | Luis Alberto Pérez      | Nicaragua              | IBF            | 3        |
| Pérez laisse son titre vacant pour combattre en poids coqs. Il remportera la ceinture IBF le 7 juillet 2007 en battant Genaro Garcia par KO à la 7e reprise.                                                                                            |                   |                         |                        |                |          |
| 16 août 2003 | 25 septembre 2004 | Mark Johnson            | États-Unis             | WBO            | 1        |
| 28 juin 2004 | 18 juillet 2005   | Katsushige Kawashima    | Japon                  | WBC            | 2        |
| 25 septembre 2004 | 9 avril 2005      | Iván Hernández          | Mexique                | WBO            | 0        |
| 3 décembre 2004 | 22 juillet 2006   | Martín Castillo         | Mexique                | WBA            | 3        |
| 9 avril 2005 | 2009              | Fernando Montiel        | Mexique                | WBO            | 4        |
| Montiel laisse son titre WBO vacant pour combattre en poids coqs. |                   |                         |                        |                |          |
| 18 juillet 2005 | 2006              | Masamori Tokuyama       | Corée du Nord          | WBC            | 1        |
| Tokuyama met un terme à sa carrière et laisse son titre WBC vacant après une dernière victoire contre l’américain José Navarro le 27 février 2006. |                   |                         |                        |                |          |
| 22 juillet 2006 | 3 mai 2007        | Nobuo Nashiro           | Japon                  | WBA            | 1        |
| 3 janvier 2007 | 17 mai 2008       | Cristian Mijares        | Mexique                | WBC            | 5        |
| 3 mai 2007 | 17 mai 2008       | Alexander Muñoz         | Venezuela              | WBA            | 2        |
| 13 octobre 2007 | 2 août 2008       | Dimitri Kirilov         | Russie                 | IBF            | 1        |
| 17 mai 2008 | 1er novembre 2008 | Cristian Mijares        | Mexique                | WBA & WBC      | 1        |
| 2 août 2008 | 1er novembre 2008 | Vic Darchinyan          | Arménie                | IBF            | 1        |
| 1er novembre 2008 | Juillet 2009      | Vic Darchinyan          | Arménie                | WBA, WBC & IBF | 1        |
| Darchinyan renonce à son titre IBF après sa défaite contre Joseph Agbeko, champion IBF des poids coqs, le 11 juillet 2009. |                   |                         |                        |                |          |
| 28 mars 2009 | 4 septembre 2009  | José López              | Porto Rico             | WBO            | 0        |
| Juillet 2009 | 3 août 2010       | Vic Darchinyan          | Arménie                | WBA & WBC      | 2        |
| Vic Darchinyan s'empare du titre IBO des poids coqs le 20 mai 2010. La WBC le destitue finalement de son titre des super-mouches le 3 août 2010. |                   |                         |                        |                |          |
| 4 septembre 2009 | 19 novembre 2009  | Marvin Sonsona          | Philippines            | WBO            | 0        |
| Sonsona fait match nul contre Alejandro Hernandez le 21 novembre 2009 mais perd tout de même sa ceinture pour ne pas avoir respecté la limite de poids réglementaire lors de la pesée.                                                                  |                   |                         |                        |                |          |
| 15 septembre 2009 | 31 juillet 2010   | Simphiwe Nongqayi       | Afrique du Sud         | IBF            | 1        |
| 30 janvier 2010 | Avril 2010        | Jorge Arce              | Mexique                | WBO            | 0        |
| Arce laisse sa ceinture vacante sans la remettre en jeu pour combattre en poids coqs. |                   |                         |                        |                |          |
| 15 mai 2010 | 30 décembre 2014  | Omar Andrés Narváez     | Argentine              | WBO            | 11       |
| 31 juillet 2010 | 11 décembre 2010  | Juan Alberto Rosas      | Mexique                | IBF            | 0        |
| 3 août 2010 | 14 octobre 2010   | Vic Darchinyan          | Arménie                | WBA            | 0        |
| Darchinyan n'est plus considéré comme le champion WBA des super-mouches dans les classements de cette organisation parus le 14 octobre 2010. |                   |                         |                        |                |          |
| 20 septembre 2010 | 19 août 2011      | Tomás Rojas             | Mexique                | WBC            | 2        |
| 14 octobre 2010 | 31 août 2011      | Hugo Fidel Cázares      | Mexique                | WBA            | 2        |
| 11 décembre 2010 | Août 2011         | Cristian Mijares        | Mexique                | IBF            | 1        |
| Mijares laisse son titre IBF vacant. |                   |                         |                        |                |          |
| 19 août 2011 | 27 mars 2012      | Suriyan Sor Rungvisai   | Thaïlande              | WBC            | 1        |
| 31 août 2011 | Novembre 2011     | Tomonobu Shimizu        | Japon                  | WBA            | 0        |
| Shimizu, blessé lors de son combat contre Hugo Fidel Cazarez, ne peut remettre son titre en jeu dans le délai imparti et est déclaré champion en repos lors de la convention de novembre 2011 de la WBA.                                                |                   |                         |                        |                |          |
| 8 octobre 2011 | 11 février 2012   | Rodrigo Guerrero        | Mexique                | IBF            | 0        |
| 7 décembre 2011 | 31 décembre 2012  | Tepparith Kokietgym     | Thaïlande              | WBA            | 2        |
| 11 février 2012 | 7 juin 2013       | Juan Carlos Sánchez Jr  | Mexique                | IBF            | 2        |
| Sánchez est dépossédé de sa ceinture le 7 juin 2013 à la veille de son combat contre Roberto Domingo Sosa (combat qu'il remportera toutefois aux points le lendemain) pour ne pas avoir respecté la limite de poids autorisée.                          |                   |                         |                        |                |          |
| 27 mars 2012 | 3 mai 2013        | Yota Sato               | Japon                  | WBC            | 2        |
| 31 décembre 2012 | 6 mai 2013        | Kohei Kono              | Japon                  | WBA            | 0        |
| 3 mai 2013 | 31 mai 2014       | Srisaket Sor Rungvisai  | Thaïlande              | WBC            | 1        |
| 6 mai 2013 | 2 décembre 2013   | Liborio Solis           | Venezuela              | WBA            | 0        |
| Solis est destitué le 2 décembre 2013 à la veille de sa 1re défense face à Daiki Kameda pour ne pas avoir respecté la limite de poids autorisée. |                   |                         |                        |                |          |
| 3 septembre 2013 | 19 mars 2014      | Daiki Kameda            | Japon                  | IBF            | 0        |
| Kameda laisse son titre IBF vacant. |                   |                         |                        |                |          |
| 26 mars 2014 | 31 août 2016      | Kohei Kono              | Japon                  | WBA            | 3        |
| 31 mai 2014 | 10 septembre 2016 | Carlos Cuadras          | Mexique                | WBC            | 6        |
| 18 juillet 2014 | 2 juin 2015       | Zolani Tete             | Afrique du Sud         | IBF            | 1        |
| Tete laisse son titre vacant le 2 juin 2015. |                   |                         |                        |                |          |
| 30 décembre 2014 | 6 mars 2018       | Naoya Inoue             | Japon                  | WBO            | 7        |
| Inoue laisse sa ceinture vacante et poursuit sa carrière en poids coqs. |                   |                         |                        |                |          |
| 18 juillet 2015 | 3 septembre 2016  | McJoe Arroyo            | Porto Rico             | IBF            | 0        |
| 31 août 2016 | 10 décembre 2016  | Luis Concepción         | Panama                 | WBA            | 0        |
| 3 septembre 2016 | 26 février 2022   | Jerwin Ancajas          | Philippines            | IBF            | 9        |
| 10 septembre 2016 | 18 mars 2017      | Roman Gonzalez          | Nicaragua              | WBC            | 0        |
| 10 décembre 2016 | 29 février 2020   | Khalid Yafai            | Royaume-Uni            | WBA            | 4        |
| 18 mars 2017 | 26 avril 2019     | Srisaket Sor Rungvisai  | Thaïlande              | WBC            | 3        |
| 31 décembre 2018 | Février 2019      | Donnie Nietes           | Philippines            | WBO            | 0        |
| Nietes laisse son titre WBO vacant. |                   |                         |                        |                |          |
| 26 avril 2019 | 13 mars 2021      | Juan Francisco Estrada  | Mexique                | WBC            | 3        |
| 19 juin 2019 | 14 février 2023   | Kazuto Ioka             | Japon                  | WBO            | 6        |
| Ioka laisse son titre WBO vacant pour affronter le champion WBA, Joshua Franco. |                   |                         |                        |                |          |
| 29 février 2020 | 13 mars 2021      | Román González          | Nicaragua              | WBA            | 1        |
| 13 mars 2021 | 26 mars 2021      | Juan Francisco Estrada  | Mexique                | WBA & WBC      | 0        |
| Estrada est désigné champion de la franchise par la WBC ; sa ceinture est remise en jeu. |                   |                         |                        |                |          |
| 26 mars 2021 | 11 août 2022      | Juan Francisco Estrada  | Mexique                | WBA            | 0        |
| Estrada est destitué par la WBA. |                   |                         |                        |                |          |
| 5 février 2022 | 26 octobre 2022   | Jesse Rodríguez Franco  | États-Unis             | WBC            | 2        |
| Rodríguez laisse son titre WBC vacant pour combattre en poids mouches. |                   |                         |                        |                |          |
| 26 février 2022 | 7 juillet 2024    | Fernando Martínez       | Argentine              | IBF            | 2        |
| 11 août 2022 | 24 juin 2023      | Joshua Franco           | États-Unis             | WBA            | 1        |
| 3 décembre 2022 | 29 juin 2024      | Juan Francisco Estrada  | Mexique                | WBC            | 0        |
| 20 mai 2023 | 13 décembre 2023  | Junto Nakatani          | Japon                  | WBO            | 1        |
| Nakatani laisse son titre WBO vacant pour combattre en poids coqs. |                   |                         |                        |                |          |
| 24 juin 2023 | 7 juillet 2024    | Kazuto Ioka             | Japon                  | WBA            | 1        |
| 24 février 2024 | 14 octobre 2024   | Kōsei Tanaka            | Japon                  | WBO            | 0        |
| 29 juin 2024 | 12 juillet 2025   | Jesse Rodríguez Franco  | États-Unis             | WBC            | 2        |
| 7 juillet 2024 | 29 octobre 2024   | Fernando Martínez       | Argentine              | WBA & IBF      | 0        |
| Martínez laisse son titre IBF vacant le 29 octobre 2024. |                   |                         |                        |                |          |
| 14 octobre 2024 | 12 juillet 2025   | Phumelele Cafu          | Afrique du Sud         | WBO            | 0        |
| 29 octobre 2024 | En cours          | Fernando Martínez       | Argentine              | WBA            |          |
| 23 mai 2025 | En cours          | Willibaldo García Pérez | Mexique                | IBF            |          |
| 12 juillet 2025 | En cours          | Jesse Rodríguez Franco  | États-Unis             | WBC & WBO      |          |